# إيجي غوتو
إيجي غوتو (باليابانية: 後藤英次؛ بالكانا: ごとう えいじ) هو ضابط ياباني، ولد في 5 نوفمبر 1887 في دايسين في اليابان، وتوفي في 24 نوفمبر 1967.